# STS-91
STS-91 foi uma missão da NASA realizada pelo ônibus espacial Discovery, lançado em 2 de Junho de 1998.

## Tripulação
| Posição                  | Tripulante          |
| ------------------------ | ------------------- |
| Comandante               | Charles Precourt    |
| Piloto                   | Dominic Gorie       |
| Especialista de missão 1 | Wendy Lawrence      |
| Especialista de missão 2 | Franklin Chang-Diaz |
| Especialista de missão 3 | Janet Kavandi       |
| Especialista de missão   | Valeri Ryumin       |

Trazido da estação Mir
| Posição           | Astronauta    | Duração      | Lançado na |
| ----------------- | ------------- | ------------ | ---------- |
| Tripulante da Mir | Andrew Thomas | 140d 15h 12m | STS-89     |